# 巴黎派
巴黎派（法語：École de Paris，發音：[ekɔl də paʁi]）指的是20世纪上半叶所有活跃于巴黎的艺术家，包括法国本土艺术家和海外流亡艺术家。巴黎派并不是一个单独的艺术运动或机构，而是对巴黎作为20世纪初西方艺术中心的重要性的描述。1900年-1940年间，这座城市吸引了来自世界各地的艺术家，成为了艺术活动的中心。作家安德烈·瓦尔诺创造了“巴黎派”一称用来描述这个松散的社群，尤其是非法国艺术家，他们以蒙帕納斯的咖啡馆、沙龙、共享工作空间和画廊为中心。许多犹太裔艺术家是巴黎派的重要组成部分，他们后来对以色列艺术产生了重大影响。
“École de Paris”常被译作“巴黎画派”，但其中的人物不仅有画家，还有众多雕塑家。